# Wim van Gelder (voetballer)
Willem (Wim) van Gelder (Amsterdam, 30 maart 1921) was een Nederlands voetballer die uitkwam voor De Volewijckers en VSV.

## Loopbaan

### Beginjaren
Hij behoorde in de junioren van De Volewijckers tot een talentvolle lichting. Hij speelde vanaf het begin samen met Piet de Boer en Daan de Jongh. Dit trio, allen geboren in de eerste helft van 1921, maakte op 17-jarige leeftijd in 1938 het debuut in het eerste elftal. Van Gelder en De Boer waren de twee nieuwe backs die in de voetsporen traden van hun voorgangers Joop Geurts en Gerrit van de Winkel.

### Opmars
De Volewijckers streed in de jaren dertig steevast mee om de bovenste plaatsen in de Derde klasse. De Noord-Amsterdammers werden kampioen in 1935, 1937 en 1939 maar slaagden er telkens niet in te promoveren. In 1941 lukte het eindelijk de Tweede klasse te bereiken. Van Gelder stond bekend als een stoere verdediger die moeilijk te passeren was. Hij werd in 1942 uitverkozen voor het Amsterdams elftal.
Op 31 mei 1942 promoveerde De Volewijckers naar de Eerste klasse door 4-1 zege op DOS.

### Landskampioen
Wim van Gelder kwam als rechterverdediger ieder seizoen voor in de topscorerslijst. Want hij was aangewezen om de strafschoppen te nemen en ook scoorde hij wel eens uit een vrije trap. Het kampioensjaar 1943/44 was zijn zesde seizoen in eerste elftal. Op 13 februari 1944, thuis tegen HBS (2-1 zege), vierde hij als 22-jarige al zijn vierde kampioenschap (na de titels van 1939, 1941 en 1942).
In de kampioencompetitie stak de voorhoede van De Volewijckers in een goede vorm. De vijf aanvallers scoorden in acht duels samen 29 doelpunten: Klaas Bakker (vijf), Joop de Busser (twee), Daan de Jongh (dertien), Dirk de Ruiter (drie) en Chris Smit (zes).  
Van Gelder scoorde als enige niet-aanvaller ook, tweemaal uit een strafschop. Zijn tweede treffer was op 30 april 1944 in de beslissende wedstrijd tegen VUC die De Volewijckers met 5-1 won. Daan de Jongh was gevloerd in het strafschopgebied en Van Gelder scoorde vanaf elf meter de 2-0. Er was toen pas een kwartier gespeeld. Koploper VUC raakte na het 5-1 verlies van slag en De Volewijckers greep op tweede pinksterdag 29 mei 1944 de landstitel door de 4-1 thuiszege op Heerenveen.

### Elftal valt uit elkaar
Na de bevrijding viel het kampioenselftal langzaamaan uit elkaar. De oudste speler Arie Konradt was de eerste die stopte. Joop de Busser werd in 1947 trainer van De Volewijckers en Ferry van Steen emigreerde naar de Verenigde Staten. Het verdedigingduo Van Gelder-De Boer viel ook weg. Wim van Gelder verhuisde naar Velsen en ging in 1948 spelen bij VSV. Piet de Boer vertrok in januari 1949 voor vijf jaar naar Indonesië.

### Succes bij VSV
Van Gelder trof bij VSV met Leo Stricker en Ko Stijger nog twee Amsterdamse voetballers. Stijger was ook afkomstig van De Volewijckers. Ze beleefden een succesvol seizoen want VSV pakte het kampioenschap in de Eerste klasse door de grootste concurrent Feijenoord tweemaal te verslaan. Na de 2-1 thuiszege won VSV op 9 januari 1949 in stadion De Kuip met 0-3 door onder meer twee doelpunten voor topschutter Adrie van Onselen. In de strijd om de landstitel kende VSV een goede start met drie overwinningen in vier duels. De Velsense club stond even aan kop maar viel terug en eindigde als vijfde.
Van Gelder speelde in het begin van het seizoen 1951/52 zijn laatste drie duels in het eerste elftal. Daarna ging hij naar het tweede team.

## Clubstatistieken
| Seizoen         | Club            | Land            | Competitie                               | Competitie      | Competitie      | Beker           | Beker           | Internationaal  | Internationaal  | Overig          | Overig          | Totaal          | Totaal          |
| Seizoen         | Club            | Land            | Competitie                               | Wed.            | Dlp.            | Wed.            | Dlp.            | Wed.            | Dlp.            | Wed.            | Dlp.            | Wed.            | Dlp.            |
| --------------- | --------------- | --------------- | ---------------------------------------- | --------------- | --------------- | --------------- | --------------- | --------------- | --------------- | --------------- | --------------- | --------------- | --------------- |
| 1938/39         | De Volewijckers | Nederland       | Derde klasse C West I                    | ?               | ?               | –               | –               | –               | –               | –               | –               | ?               | ?               |
| 1939/40         | De Volewijckers | Nederland       | Tweede/derde klasse D West I (noodcomp.) | ?               | 0               | –               | –               | –               | –               | –               | –               | ?               | 0               |
| 1940/41         | De Volewijckers | Nederland       | Derde klasse C West I                    | ?               | ?               | –               | –               | –               | –               | –               | –               | ?               | ?               |
| 1941/42         | De Volewijckers | Nederland       | Tweede klasse B West I                   | 20              | 1               | –               | –               | –               | –               | 4               | 0               | 24              | 1               |
| 1942/43         | De Volewijckers | Nederland       | Eerste klasse West I                     | 18              | 2               | –               | –               | –               | –               | –               | –               | 18              | 2               |
| 1943/44         | De Volewijckers | Nederland       | Eerste klasse West I                     | 17              | 2               | –               | –               | –               | –               | 8               | 2               | 25              | 4               |
| 1944/45         | Geen competitie | Geen competitie | Geen competitie                          | Geen competitie | Geen competitie | Geen competitie | Geen competitie | Geen competitie | Geen competitie | Geen competitie | Geen competitie | Geen competitie | Geen competitie |
| 1945/46         | De Volewijckers | Nederland       | Eerste klasse West I                     | 20              | 2               | –               | –               | –               | –               | –               | –               | 20              | 2               |
| 1946/47         | De Volewijckers | Nederland       | Eerste klasse West II                    | 20              | 4               | –               | –               | –               | –               | 1               | 0               | 21              | 4               |
| 1947/48         | De Volewijckers | Nederland       | Eerste klasse West I                     | 15              | 2               | –               | –               | –               | –               | –               | –               | 15              | 2               |
| 1948/49         | VSV             | Nederland       | Eerste klasse West I                     | 20              | 1               | –               | –               | –               | –               | 10              | 0               | 30              | 1               |
| 1949/50         | VSV             | Nederland       | Eerste klasse West II                    | 18              | 2               | –               | –               | –               | –               | –               | –               | 18              | 2               |
| 1950/51         | VSV             | Nederland       | Eerste klasse C                          | 10              | 0               | –               | 0               | 0               | 0               | 0               | 0               | 10              | 0               |
| 1951/52         | VSV             | Nederland       | Eerste klasse B                          | 3               | 0               | –               | 0               | 0               | 0               | 0               | 0               | 3               | 0               |
| Carrière totaal | Carrière totaal | Carrière totaal | Carrière totaal                          | 161             | 16              | –               | –               | –               | –               | 23              | 2               | 184             | 18              |